# جورج جاكوب ريتشاردز
جورج جاكوب ريتشاردز (بالإنجليزية: George Jacob Richards) هو عسكري أمريكي، ولد في 12 أبريل 1891 في إيستون في الولايات المتحدة، وتوفي في 1 أكتوبر 1984 في Doylestown, Pennsylvania ‏ في الولايات المتحدة.